# Horîhleadî, Monastîrîska
Horîhleadî (în ucraineană Горигляди) este o comună în raionul Monastîrîska, regiunea Ternopil, Ucraina, formată numai din satul de reședință.

## Demografie
Componența lingvistică a comunei Horîhleadî
     Ucraineană (99,34%)
     Alte limbi (0,65%)
Conform recensământului din 2001, majoritatea populației comunei Horîhleadî era vorbitoare de ucraineană (99,34%), existând în minoritate și vorbitori de alte limbi.